# Circuito di Laguna Seca

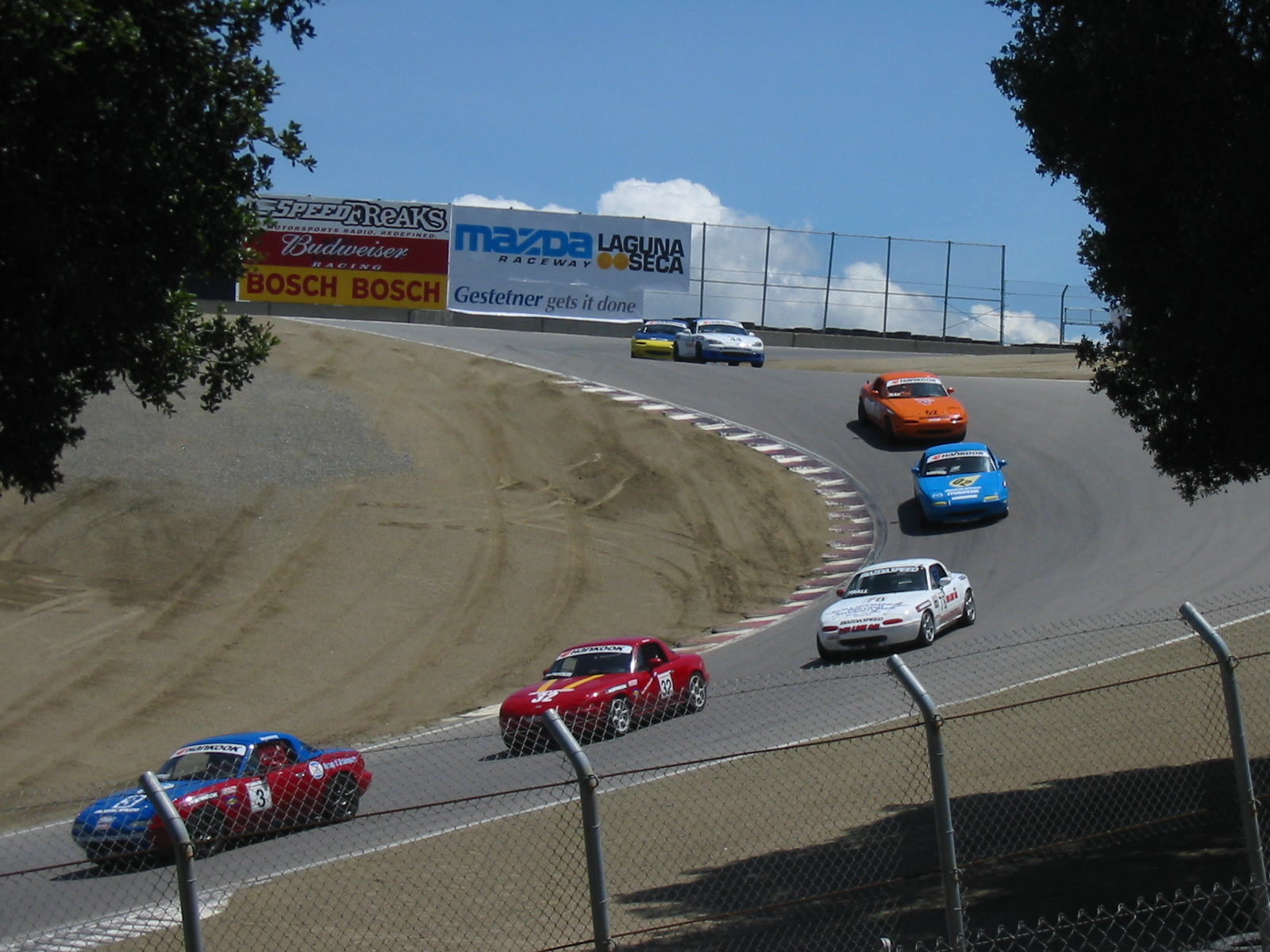
La temibile curva cavatappi, il passaggio più celebre del circuito di Laguna Seca

Il WeatherTech Raceway Laguna Seca (in precedenza conosciuto come Mazda Raceway Laguna Seca e Laguna Seca Raceway) è un circuito per automobilismo e motociclismo sponsorizzato da WeatherTech. Si trova a 250 m sul livello del mare a circa 12 km da Monterey (CA, Stati Uniti). Ha una lunghezza pari a 3610 metri ed è stato costruito nel 1957.

## Il tracciato
Adagiato sul fianco di una collinetta, il circuito si snoda partendo dal fondo della valle per poi salire bruscamente verso la cima a partire dalla curva 5 fino alla curva 8/8a, dove il circuito scollina per poi ridiscendere bruscamente verso il traguardo.
Nel 1988 il circuito ha subito l'unica modifica importante al tracciato nel corso degli anni, con la realizzazione della sezione che va dalla curva 2 alla curva 5, necessaria a raggiungere la lunghezza minima richiesta dalla FIM. Di recente diverse sezioni sono state adattate alle nuove necessità in termini di sicurezza.
La configurazione della pista è particolare e piuttosto diversa dalle altre piste del resto del mondo. La sezione più famosa è senz'altro quella di cui fa parte il Cavatappi (in inglese Corkscrew), una chicane spettacolare posta in cima alla collina, che si affronta a 80 km/h e che si snoda su di un dosso molto ripido.
Un altro punto del circuito da tenere in considerazione è il rettilineo del traguardo, molto corto e con due lievi cambi di direzione dove viene raggiunta la velocità massima, che per le moto delle categorie Superbike e MotoGP è di circa 270 km/h, mentre per le auto di classe LMP1 si sfiorano i 300 km/h.
I piloti testimoniano che si tratta di un circuito in cui i sorpassi non sono molto semplici, anche perché vi sono pochi punti adatti per tentare un attacco.
Su richiesta degli stessi e degli organizzatori della MotoGP, l'impianto ha subito ingenti lavori nell'inverno tra il 2005 e il 2006 che non hanno interessato il disegno del tracciato (a parte l'intervento al dosso che precede la curva Cavatappi), ma che hanno ampliato in più punti le vie di fuga.
Negli anni dal 1988 al 1994 e poi (ma solo la MotoGP) dal 2005 al 2013 ha ospitato il Gran Premio motociclistico degli USA.
Sul circuito, attualmente, si svolgono prevalentemente gare riservate alle auto storiche, all'IndyCar e alle serie sotto l'egida dell'IMSA.

## Media
Molte testate giornalistiche specializzate usano il tracciato come sede per i loro test di confronto e questo vale sia per quelle statunitensi che per quelle europee, disposte a sobbarcarsi i notevoli costi logistici pur di recarsi su un autodromo che stuzzica l'interesse dei propri lettori.
Il circuito di Laguna Seca è presente in molti videogiochi, tra cui quelli della serie Gran Turismo e Assetto Corsa.

## Giri veloci
| Auto/Moto                                 | Giro più veloce                                   |
| ----------------------------------------- | ------------------------------------------------- |
| Ferrari F2003-GA                          | 1:05.786 (2012 Marc Gené, non ufficiale)          |
| Panoz DP01 Champ Car                      | 1:05.880 (2007 Sébastien Bourdais, non ufficiale) |
| Toyota Formula 1 Car                      | 1:06.309 (2006 Ricardo Zonta, non ufficiale)      |
| Penske Champ Car                          | 1:07.722 (2000 Hélio Castroneves, ufficiale)      |
| Audi R10                                  | 1:08.268                                          |
| ALMS P2 Porsche RS Spyder                 | 1:14.030                                          |
| Zytek 04S                                 | 1:14.185                                          |
| Lola EX257/AER                            | 1:14.906                                          |
| 520 hp A1GP Lola-Zytek                    | 1:15.189                                          |
| Audi R8 LMP                               | 1:15.392                                          |
| 2008 Atlantic Championship Swift 016.a    | 1:15.447                                          |
| Chevrolet Corvette C6-R                   | 1:17.285                                          |
| Pro Formula Mazda Star Mazda pole in 2006 | 1:20.100                                          |
| Yamaha M1 Moto GP                         | 1:20.554 (2012 Jorge Lorenzo)                     |
| Kawasaki ZX-10R                           | 1:21.811 (2014 Tom Sykes)                         |
| Stohr WF-Zero                             | 1:23.378                                          |
| 480 hp ALMS GT2 Ferrari F430 GT           | 1:23.611                                          |

## Albo D'Oro

### CART/Champ Car
| Stagione | Vincitore          | Telaio  | Motore              |
| -------- | ------------------ | ------- | ------------------- |
| 1983     | Teo Fabi           | March   | Cosworth            |
| 1984     | Bobby Rahal        | March   | Cosworth            |
| 1985     | Bobby Rahal        | March   | Cosworth            |
| 1986     | Bobby Rahal        | March   | Cosworth            |
| 1987     | Bobby Rahal        | Lola    | Cosworth            |
| 1988     | Danny Sullivan     | Penske  | Chevrolet-Ilmor     |
| 1989     | Rick Mears         | Penske  | Chevrolet-Ilmor     |
| 1990     | Danny Sullivan     | Penske  | Chevrolet-Ilmor     |
| 1991     | Michael Andretti   | Lola    | Chevrolet-Ilmor     |
| 1992     | Michael Andretti   | Lola    | Ford-Cosworth       |
| 1993     | Paul Tracy         | Penske  | Chevrolet-Ilmor     |
| 1994     | Paul Tracy         | Penske  | Mercedes Benz-Ilmor |
| 1995     | Gil de Ferran      | Reynard | Mercedes Benz-Ilmor |
| 1996     | Alex Zanardi       | Reynard | Honda               |
| 1997     | Jimmy Vasser       | Reynard | Honda               |
| 1998     | Bryan Herta        | Reynard | Ford-Cosworth       |
| 1999     | Bryan Herta        | Reynard | Ford-Cosworth       |
| 2000     | Hélio Castroneves  | Reynard | Honda               |
| 2001     | Max Papis          | Lola    | Ford-Cosworth       |
| 2002     | Cristiano da Matta | Lola    | Toyota              |
| 2003     | Patrick Carpentier | Lola    | Ford-Cosworth       |
| 2004     | Patrick Carpentier | Lola    | Ford-Cosworth       |

### IndyCar Series
| Stagione | Vincitore     | Team                        | Motore        |               |
| -------- | ------------- | --------------------------- | ------------- | ------------- |
| 2019     | Colton Herta  | Harding Steinbrenner Racing | Honda         |               |
| 2020     | Non disputato | Non disputato               | Non disputato | Non disputato |
| 2021     | Colton Herta  | Andretti Autosport          | Honda         |               |
| 2022     | Álex Palou    | Chip Ganassi Racing         | Honda         |               |
| 2023     | Scott Dixon   | Chip Ganassi Racing         | Honda         |               |

### American Le Mans Series
| Stagione | Classe    | Piloti vincitori                                             | Auto                    |
| -------- | --------- | ------------------------------------------------------------ | ----------------------- |
| 1999     | LMP       | JJ Lehto / Steve Soper                                       | BMW V12 LMR             |
| 1999     | GTS       | Olivier Beretta / Karl Wendlinger                            | Dodge Viper GTS         |
| 1999     | GT        | Johnny Mowlem / David Murry                                  | Porsche 911 GT3-RSR     |
| 2000     | LMP       | Rinaldo Capello / Allan McNish                               | Audi R8                 |
| 2000     | GTS       | Olivier Beretta / Karl Wendlinger                            | Dodge Viper GTS-R       |
| 2000     | GT        | Hans Stuck / Boris Said                                      | BMW M3 GT               |
| 2001     | LMP900    | Frank Biela / Emanuele Pirro                                 | Audi R8                 |
| 2001     | LMP675    | Milka Duno / Didier de Radiguès                              | Reynard 01Q/Judd        |
| 2001     | GTS       | Terry Borcheller / Franz Konrad                              | Saleen S7R              |
| 2001     | GT        | JJ Lehto / Jörg Müller                                       | BMW M3 GTR              |
| 2002     | LMP900    | Emanuele Pirro / Frank Biela                                 | Audi R8                 |
| 2002     | LMP675    | Chad Block / Steve Knight / Claudia Hürtgen                  | Lola EX257-MG           |
| 2002     | GTS       | Tomáš Enge / Peter Kox                                       | Ferrari 550 Maranello   |
| 2002     | GT        | Lucas Luhr / Sascha Maassen                                  | Porsche 911 GT3-RS      |
| 2003     | LMP900    | Frank Biela / Marco Werner                                   | Audi R8                 |
| 2003     | LMP675    | James Weaver / Butch Leitzinger                              | Lola EX257-MG           |
| 2003     | GTS       | Jan Magnussen / David Brabham                                | Ferrari 550 Maranello   |
| 2003     | GT        | Sascha Maassen / Lucas Luhr                                  | Porsche 911 GT3-RSR     |
| 2004     | LMP1      | Johnny Herbert / Pierre Kaffer                               | Audi R8                 |
| 2004     | LMP2      | Ian James / James Gue                                        | Courage C65-AER         |
| 2004     | GT1       | Olivier Beretta / Oliver Gavin                               | Chevrolet Corvette C5-R |
| 2004     | GT2       | Timo Bernhard / Jörg Bergmeister                             | Porsche 911 GT3-RSR     |
| 2005     | P1        | Tom Chilton / Hayanari Shimoda                               | Zytek 04S               |
| 2005     | P2        | Sascha Maassen / Lucas Luhr                                  | Porsche RS Spyder       |
| 2005     | GT1       | Olivier Beretta / Oliver Gavin                               | Chevrolet Corvette C6-R |
| 2005     | GT2       | Patrick Long / Jörg Bergmeister                              | Porsche 911 GT3-RSR     |
| 2006     | P1        | Rinaldo Capello / Allan McNish                               | Audi R10 Tdi            |
| 2006     | P2        | Romain Dumas / Lucas Luhr                                    | Porsche RS Spyder       |
| 2006     | GT1       | Stéphane Sarrazin / Pedro Lamy                               | Aston Martin DBR9       |
| 2006     | GT2       | Mika Salo / Stephane Ortelli                                 | Ferrari F430GT          |
| 2007     | P1        | Rinaldo Capello / Allan McNish                               | Audi R10 Tdi            |
| 2007     | P2        | Romain Dumas / Timo Bernhard                                 | Porsche RS Spyder Evo   |
| 2007     | GT1       | Oliver Gavin / Olivier Beretta                               | Chevrolet Corvette C6-R |
| 2007     | GT2       | Mika Salo / Jaime Melo                                       | Ferrari F430GT          |
| 2008     | P1        | Lucas Luhr / Marco Werner                                    | Audi R10 Tdi            |
| 2008     | P2        | Franck Montagny / Tony Kanaan                                | Acura ARX-01B           |
| 2008     | GT1       | Oliver Gavin / Olivier Beretta                               | Chevrolet Corvette C6-R |
| 2008     | GT2       | Dominik Farnbacher / Dirk Mueller                            | Ferrari F430GT          |
| 2009     | P1        | Simon Pagenaud / Gil de Ferran                               | Acura ARX-02a           |
| 2009     | P2        | Luis Díaz / Adrián Fernández                                 | Acura ARX-01B           |
| 2009     | GT2       | Jörg Bergmeister / Patrick Long                              | Porsche 911 GT3 RSR     |
| 2009     | Challenge | John Baker / Guy Cosmo                                       | Chevrolet Corvette C6-R |
| 2010     | P         | Simon Pagenaud / David Brabham / Marino Franchitti           | Acura ARX-01c           |
| 2010     | PC        | Christophe Bouchut / Scott Tucker / Mark Wilkins             | Oreca FLM09             |
| 2010     | GT        | Jörg Bergmeister / Patrick Long                              | Porsche 911 GT3 RSR     |
| 2010     | GTC       | Jeroen Bleekemolen / Sebastiaan Bleekemolen / Timothy Pappas | Porsche 911 GT3 Cup     |

### A1 Grand Prix
| Stagione  | Sprint Race    | Feature Race   |
| --------- | -------------- | -------------- |
| 2005-2006 | Salvador Durán | Salvador Durán |

### Campionato mondiale Superbike
| Stagione    | Piloti vincitori               | Moto                 |
| ----------- | ------------------------------ | -------------------- |
| 1995        | Anthony Gobert Troy Corser     | Kawasaki Ducati      |
| 1996        | John Kocinski Anthony Gobert   | Ducati Kawasaki      |
| 1997        | John Kocinski                  | Honda                |
| 1998        | Troy Corser Noriyuki Haga      | Ducati Yamaha        |
| 1999        | Anthony Gobert Ben Bostrom     | Ducati               |
| 2000        | Noriyuki Haga Troy Corser      | Yamaha Aprilia       |
| 2001        | Ben Bostrom                    | Ducati               |
| 2002        | Troy Bayliss Colin Edwards     | Ducati Honda         |
| 2003        | Pierfrancesco Chili Rubén Xaus | Ducati               |
| 2004        | Chris Vermeulen                | Honda                |
| 2005 - 2012 | (gara non disputata)           | (gara non disputata) |
| 2013        | Tom Sykes Eugene Laverty       | Kawasaki Aprilia     |
| 2014        | Marco Melandri Tom Sykes       | Ducati Kawasaki      |
| 2015        | Chaz Davies                    | Ducati               |
| 2016        | Jonathan Rea Tom Sykes         | Kawasaki             |
| 2017        | Chaz Davies Jonathan Rea       | Ducati Kawasaki      |
| 2018        | Jonathan Rea                   | Kawasaki             |
| 2019        | Jonathan Rea Chaz Davies       | Kawasaki Ducati      |

### Motomondiale
| Anno | 125 cm³           | 250 cm³         | 500 cm³       |
| ---- | ----------------- | --------------- | ------------- |
| 1988 |                   | Jim Filice      | Eddie Lawson  |
| 1989 |                   | John Kocinski   | Wayne Rainey  |
| 1990 |                   | John Kocinski   | Wayne Rainey  |
| 1991 |                   | Luca Cadalora   | Wayne Rainey  |
| 1993 | Dirk Raudies      | Loris Capirossi | John Kocinski |
| 1994 | Takeshi Tsujimura | Doriano Romboni | Luca Cadalora |

### MotoGP
| Anno | Vincitore       | Scuderia | Moto            |
| ---- | --------------- | -------- | --------------- |
| 2005 | Nicky Hayden    | Honda    | RC 211V         |
| 2006 | Nicky Hayden    | Honda    | RC 211V         |
| 2007 | Casey Stoner    | Ducati   | Desmosedici GP7 |
| 2008 | Valentino Rossi | Yamaha   | YZR-M1          |
| 2009 | Daniel Pedrosa  | Honda    | RC 212V         |
| 2010 | Jorge Lorenzo   | Yamaha   | YZR-M1          |
| 2011 | Casey Stoner    | Honda    | RC 212V         |
| 2012 | Casey Stoner    | Honda    | RC 213V         |
| 2013 | Marc Márquez    | Honda    | RC 213V         |